# Nilah Magruder
Pour les articles homonymes, voir Magruder.
Nilah Magruder (née en mars 1982 à Pasadena dans le Maryland) est une auteure de bande dessinée américaine.
En 2012 elle crée le webcomic M.F.K. qu'elle publie depuis. En 2016, Marvel Comics voulant accueillir plus de personnes issues des minorités, l'engage en même temps que Roxane Gay et Yona Harvey qui sont alors les premières femmes afro-américaines à y écrire,.